# Wyżyce
Wyżyce [pronunciación en polaco: /vɨˈʐɨt͡sɛ/] es un pueblo ubicado en el distrito administrativo de Gmina Drwinia, dentro del Condado de Bochnia, Voivodato de Pequeña Polonia, en Polonia del sur. Se encuentra aproximadamente a 4 kilómetros al sureste de Drwinia, a 12 kilómetros al norte de Bochnia, y a 40 kilómetros al este de la capital regional Kraków.